# Polymixinia appositaria
Polymixinia appositaria là một loài bướm đêm trong họ Geometridae.